# Amphiodia vicina
Amphiodia vicina är en ormstjärneart som beskrevs av Hubert Lyman Clark 1940. Amphiodia vicina ingår i släktet Amphiodia och familjen trådormstjärnor. Inga underarter finns listade i Catalogue of Life.